# Heim-statt Tschernobyl
Heim-statt Tschernobyl e.V. ist ein deutscher gemeinnütziger Verein, der es sich zur Aufgabe gemacht hat, Familien bei der Umsiedlung aus den durch die Reaktorkatastrophe von Tschernobyl kontaminierten Gebieten in Belarus in ein nicht-kontaminiertes Gebiet im Norden zu unterstützen.

## Entstehung
Die Organisation wurde im Jahr 1990 von Dietrich und Irmgard von Bodelschwingh gegründet. Die Bodelschwinghs waren auf die problematischen Zustände in Teilen von Belarus aufmerksam geworden, nachdem das Land durch die Reaktorkatastrophe von Tschernobyl am 26. April 1986 ins Zentrum der öffentlichen Aufmerksamkeit Europas gerückt war.
Wohl gab es in Deutschland viele Initiativen, die Kinder zu Erholungs-Aufenthalten nach Deutschland zu holen. Jedoch wurden schnell die Probleme dieser Kinder erkannt, wenn sie zurück in die kontaminierte Heimat fahren mussten.
Dies war Anlass zur Gründung des gemeinnützigen Vereins „Heim-statt Tschernobyl e. V.“, um den Menschen im eigenen Land zu helfen und um mit ihnen gemeinsam auf gesunder Erde ein neues Zuhause aufzubauen. Es wurde ein Umsiedlungs-Programm durch Lehm-Häuserbau in Selbsthilfe ins Leben gerufen, an dem sich viele Menschen – auch ohne besondere Vorkenntnisse – beteiligen können.

## Aktivitäten

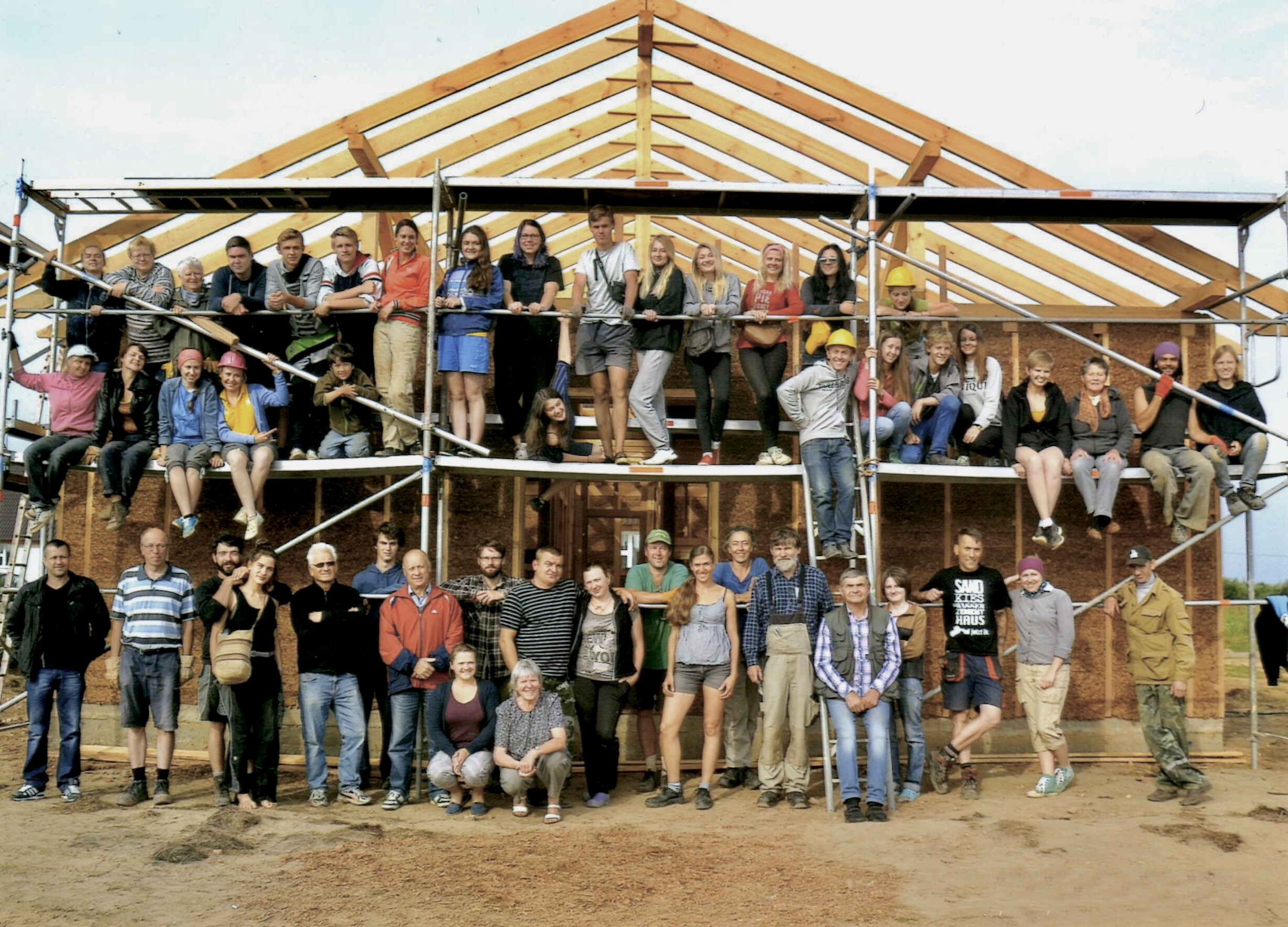
Teilnehmer des ersten Workcamps 2015 in Starij Lepel

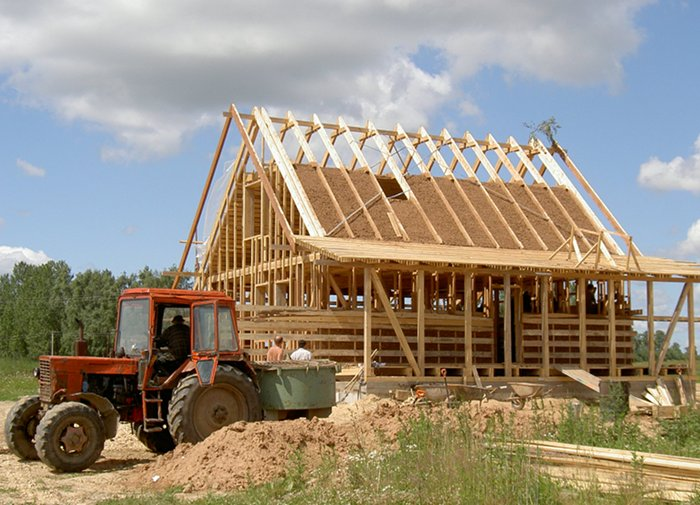
Rohbau-Ansicht eines Hauses Stari-Lepel

Seit dem Jahr 1991 fahren jährlich in den Sommermonaten Gruppen freiwilliger Helfer aus Deutschland für 3 Wochen nach Belarus und errichten im nicht-kontaminierten Norden gemeinsam mit betroffenen Familien jeweils ein neues Haus.
Wesentlicher Bestandteil des Konzeptes ist die ökologische Bauweise und der verantwortungsvolle Umgang mit Energie: Die Umsiedlungshäuser werden in Lehmbauweise errichtet und mit Schilfplatten isoliert, die vor Ort selbst produziert werden.

Inzwischen gibt es insgesamt 58 Wohnhäuser in den beiden so entstandenen neuen Siedlungen Drushnaja und Stari-Lepel (nahe Lepel). Dazu wurde in Drushnaja eine Ambulanz und ein Gemeinschaftshaus mit Büro von ÖkoDomStroj erbaut. Und in Lepel wurde auch eine Ambulanz sowie ein Haus der Begegnung und eine Behindertenwerkstatt errichtet. Zudem wurde in Minsk ein Büro für die Partnerorganisation errichtet.

Das gemeinsame Bauen mit bisher über 1.500 Freiwilligen aus Belarus und Deutschland stiftete Freundschaften und ermöglichte immer neue versöhnende Begegnungen.

Durch die Bau-Camps haben sich weitere Initiativen gebildet, die sich zu einem Netzwerk von persönlichen Hilfen und Strukturprogrammen zusammengeschlossen haben – als deutscher Verein „Heim-statt Tschernobyl“ und in Belarus als „ÖkoBau“.

## Spezielle Projekte

### Bau von Windrädern

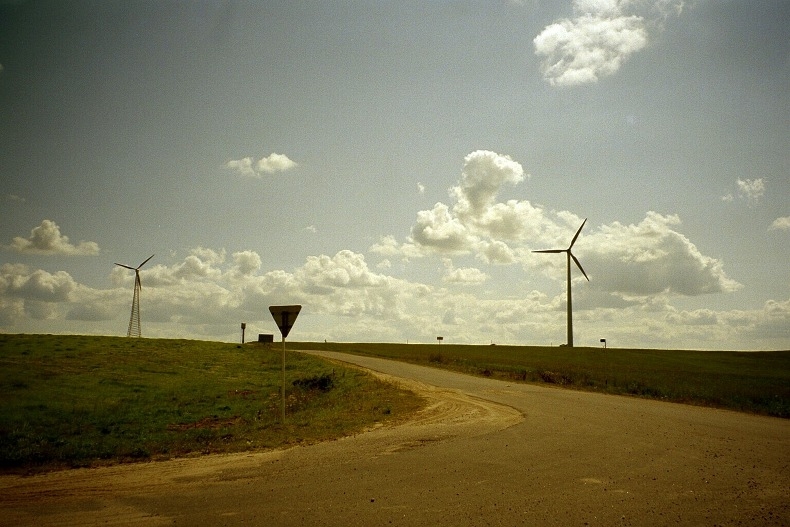
Die beiden Windkrafträder stehen nahe Drushnaja oberhalb des Naratsch Sees.

Die beiden Windkrafträder nahe Drushnaja oberhalb des Naratsch Sees.
In den Jahren 2000 bis 2002 hat Heim-statt Tschernobyl zwei Windräder mit 250 und 600 kW Nennleistung oberhalb des Naratsch-Sees nahe der Siedlung Drushnaja errichtet.

Die Windräder wurden überwiegend aus Spendengeldern finanziert, unter anderem mit einem besonderen Förderprogramm durch „S-N-O-W e.V.“.
Im Jahresdurchschnitt produzieren die beiden Windräder knapp 1.3 Millionen Kilowattstunden, das entspricht einem Strombedarf von 600 bis 700 belarussischen Haushalten. Der erzeugte Strom wird zum Verkauf in das öffentliche Netz eingespeist. Mit dem zweckgebundenen Erlös finanziert die belalarusische Partnerorganisation „ÖkoDom“ als Betreiberin der Anlagen weitere Projekte für strahlengeschädigte Familien.
Am 29. August 2013 ging die dritte Windkraftanlage von ÖkoDomStroj/ÖkoBau mit einer Nennleistung von 1000 kW in Betrieb.

### Schwerpunktprojekt Ambulanz

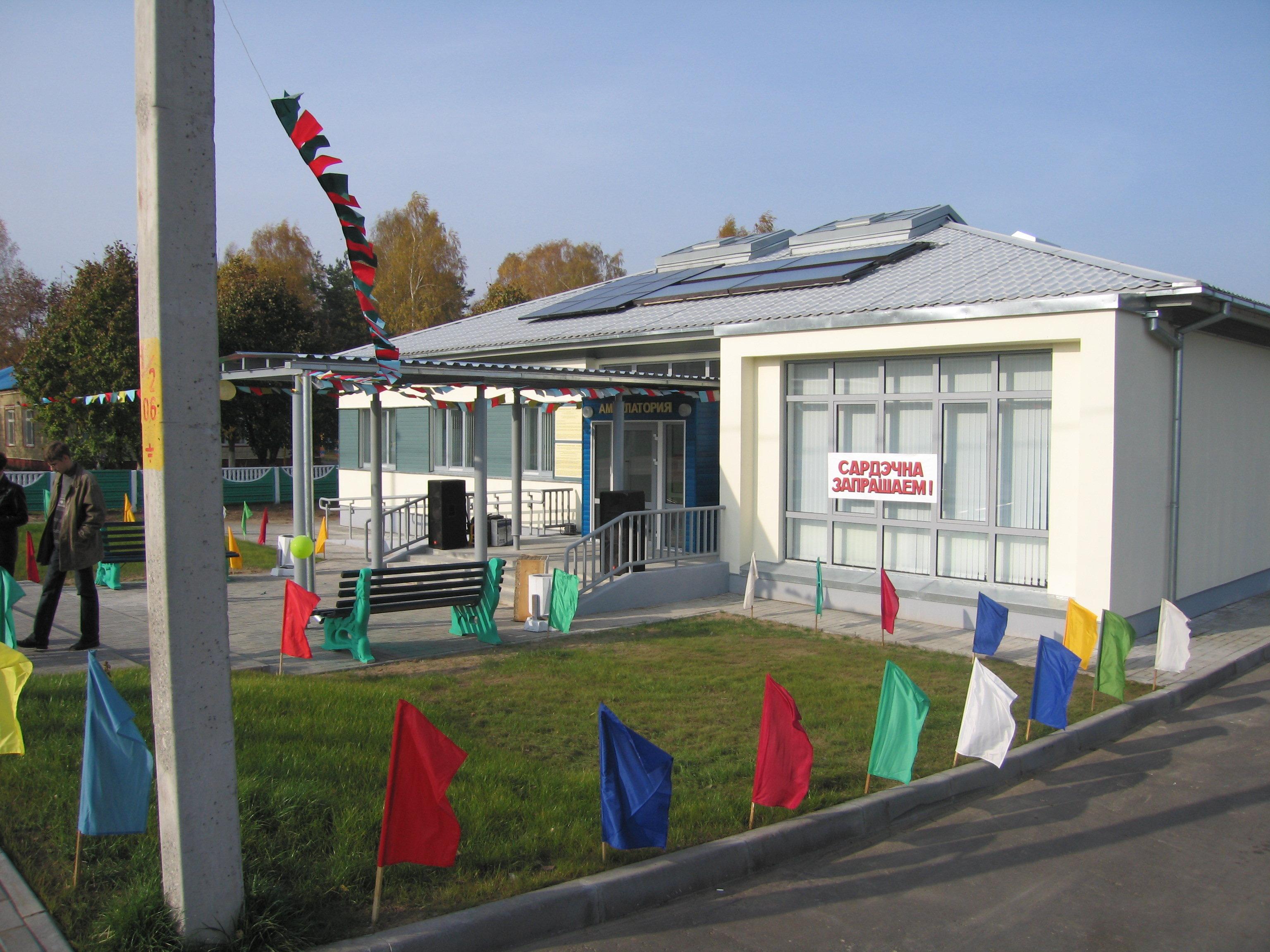
Ambulanzzentrum Drushnaja, Einweihung Oktober 2006

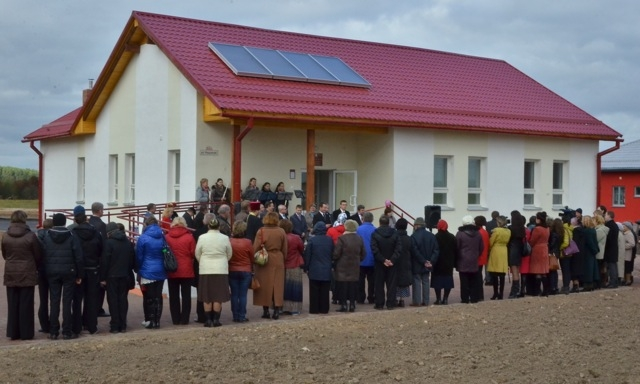
2. Ambulanzzentrum, Einweihung Oktober 2013

In den ersten Jahren stand die Individualhilfe in Form von Umsiedlung und Häuserbau im Vordergrund. In einer zweiten Phase der Vereinsarbeit ging es dann zusätzlich auch um Strukturhilfe. So konnte Heim-statt Tschernobyl im Oktober 2006 mit dem ersten Ambulanzzentrum ein neues Projekt einweihen. Es handelt sich hierbei um den Bau eines ökologisch ausgerichteten Modellhauses als Ambulatorium für die ortsnahe medizinische Versorgung. Mit diesem Bauvorhaben wurden folgende Ziele verfolgt:
- Nach dem Bau von über 50 Lehm-Wohnhäusern sollte ein ökologisches Modellhaus anderer Bautechnik entstehen:
  - Holztafelbauweise mit Schilfplattenisolierung
  - Sonnenkollektoren
  - Fotovoltaik
  - Holzhackschnitzel-Heizung

- In diesem Gebäude entstand eine kleine, aber gut ausgestattete Ambulanz, um die Bevölkerung – gerade auch die Kinder – vor Ort umfassend medizinisch zu versorgen. In enger Verbindung mit dem 30 Kilometer entfernten Kreiskrankenhaus werden ambulante Behandlungen und eine soziale Betreuung im Wohnbereich angeboten. Dieses Modell, welches inzwischen auch in einer anderen Gegend von den belarussischen Behörden nachgebaut wurde, führt zu einer Verbesserung der Lebensqualität sowohl der Umsiedler mit ihren vielen kleinen Kindern als auch der Bevölkerung der umliegenden Dörfer. Im Jahr 2010 wurde dieses Ambulanzzentrum vom belarussischen Gesundheitsministerium mit einem „1. Preis für besonders gute medizinische Versorgung“ ausgezeichnet.

Nach mehreren Jahren intensiver Planung und Mittelbeschaffung konnte Heim-statt Tschernobyl im Oktober 2013 auch im zweiten Umsiedlerdorf eine Ambulanz (ein sog. FAP) einweihen. Es handelt sich hierbei ebenfalls um ein ökologisch erbautes Haus mit Solarthermie und einer Holzhackschnitzel-Heizung. Die Leitung liegt in den Händen einer Feldscherin, die auch in ein von Heim-statt Tschernobyl zeitgleich erbautes Wohnhaus einzog.
Durch den Bau der Ambulanzzentren in Drushnaja und Stari Lepel hat sich die Infrastruktur für die Umsiedler jetzt ein weiteres gutes Stück verbessert.

### Zentrum für Menschen mit Behinderung

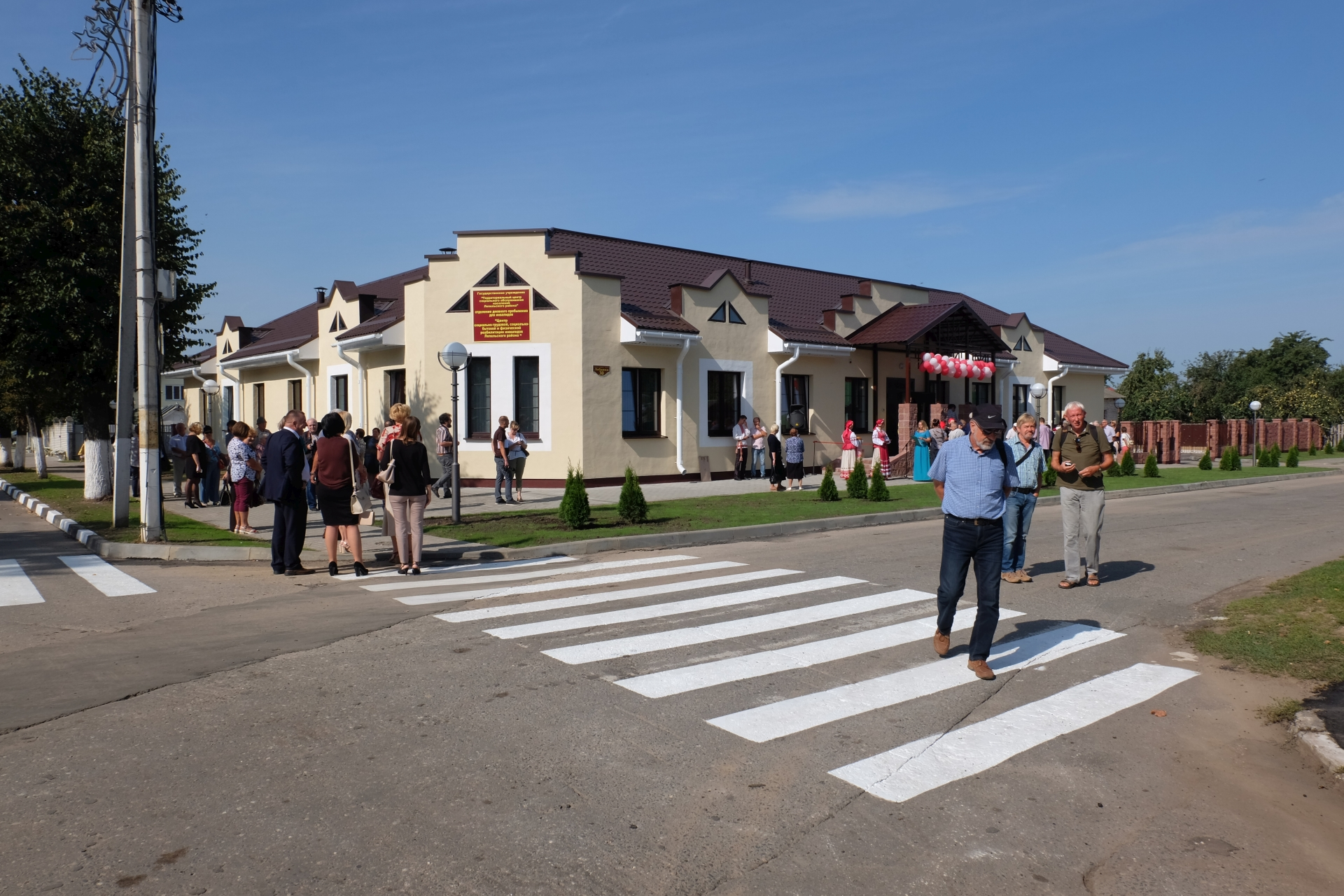
Das Zentrum für Menschen mit Behinderung am Tage der Einweihung im September 2018.

Dem Prinzip folgend, neben den persönlichen Hilfen für Menschen aus den verstrahlten Gebieten auch „Leuchtturm“-Modelle zu schaffen, wurde 2018 das Projekt „Zentrum für Menschen mit Behinderung“ realisiert.
In enger Zusammenarbeit mit dem Kreis Lepel, dem belarussischen Partner ÖkoBau und dem Bundesministerium für wirtschaftliche Zusammenarbeit und Entwicklung entstand im Zentrum der Stadt Lepel das Zentrum für Menschen mit Behinderung. ÖkoDomStroj und Freiwillige aus Deutschland und Belarus haben einen großen Teil der Bauarbeiten übernommen.
Die Einweihung des Hauses erfolgte im September 2018.

### Kooperation mit dem Oberstufen-Kolleg Bielefeld

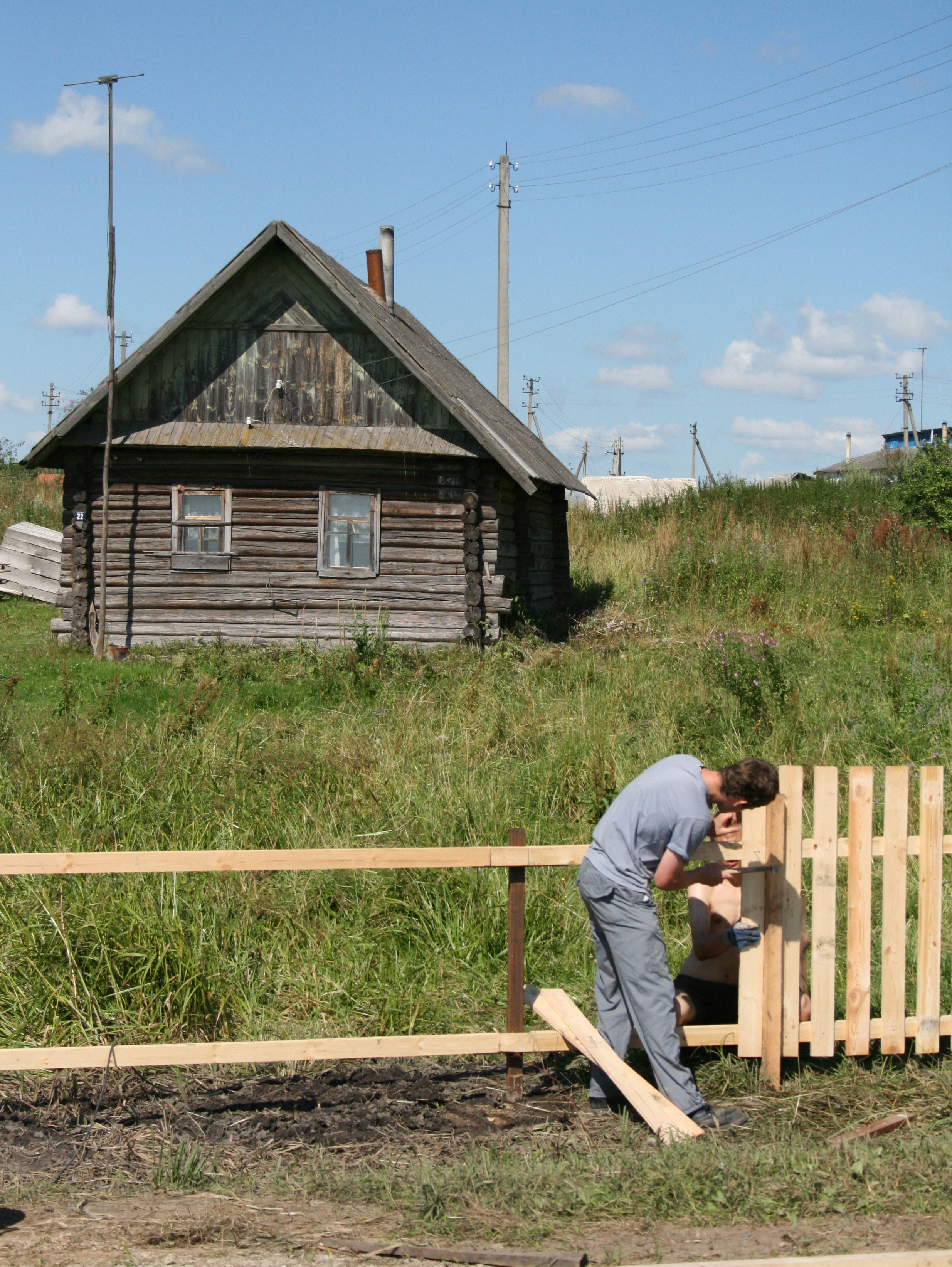
Kollegiaten des Oberstufen-Kollegs beim Zaunbau in einem Dorf nahe der Stadt Lepel 2008

Seit dem Jahr 2004 gibt es eine Kooperation des Vereins mit dem Oberstufen-Kolleg an der Universität Bielefeld (OSK). Jeden Sommer fahren circa 10 Kollegiaten des OSKs mit einem der Häuserbaucamps nach Belarus. Sie beteiligen sich jedoch nicht am eigentlichen Häuserbau, sondern begeben sich in die Umgebung der Umsiedlersiedlung und leisten bei alten und alleinstehenden Menschen Arbeiten an Häusern und Grundstücken.
Das Projekt hat zwei hauptsächliche Ausrichtungen: Zum einen soll es dazu dienen eventuellen Spannungen zwischen alt-eingesessenen Bewohnern der Dörfer und den neuen Bewohnern zu begegnen bzw. das Aufkommen dieser zu verhindern. Die Situation zwischen alt-eingesessenen und Umsiedlern ist häufig durch eine große Disparität in den Lebensverhältnissen gekennzeichnet. Während die von Heim-statt Tschernobyl erbauten Häuser einen annähernd westlichen Standard haben, sind gerade die Lebensverhältnisse der alten Menschen häufig ärmlich, so gibt es zum Beispiel oft kein fließendes Wasser und an den Häusern wurden seit Jahrzehnten keine Renovierungs- oder Instandhaltungsarbeiten mehr vorgenommen. Um dieser Situation entgegenzuwirken, nehmen die Projektgruppen Hilfsleistungen bei alten Menschen im Dorf vor. Es werden – je nach Bedürfnissen und Wünschen der alten Menschen – Zäune gebaut, Gärten hergerichtet (auch um die Bewirtschaftung wieder zu ermöglichen), Fußböden und Wände im Inneren renoviert, Dächer oder Wände abgedichtet oder Ähnliches.
Der andere wichtige Aspekt der Projektarbeit besteht im kulturellen Dialog, der durch die Arbeiten zwischen Belarussen und Deutschen angestoßen wird. Hierbei geht es vor allem um Aussöhnungs- und Verständigungsarbeit vor dem Hintergrund der beiden Weltkriege. Die allermeisten der Menschen, die mit dem Projekt unterstützt werden, sind alleinstehende Frauen, von denen viele im Zweiten Weltkrieg ihre Männer, und nicht wenige große Teile ihrer Familie, verloren haben.

### Zusammenarbeit mit der evangelischen Jugendarbeit Region Bünde Ost
Im Rahmen der humanitären Organisation Heim-statt Tschernobyl e.V., werden seit 1996 jährlich die Jugendworkcamps der evangelischen Jugendregion Bünde-Ost, in der Republik Belarus im Narotsch- und Lepelgebiet, im Norden des Landes mit Überlebenden der beiden Weltkriege durchgeführt.
In den dreiwöchigen Baueinsätzen, in denen deutsche und belarussische Jugendliche zwischen 13 und 18 Jahren bei den Überlebenden der Kriege – vorwiegend alte, hilfsbedürftigen und alleinlebende Menschen – Hilfe und Unterstützung anbieten, werden von den Jugendlichen Renovierungen der Wohnungen und kleinere Reparaturarbeiten an Haus und Hof vorgenommen. Damit verbessern sie die Lebensbedingungen der alten und hilfsbedürftigen Menschen nachhaltig.
Durch die ständige Kontaktsuche zu den bereits dort wohnenden Menschen werden gegenseitige Vorbehalte abgebaut.

## Historische Aufarbeitung
Seit Anfang 2001 arbeiten Mitglieder von Heim-statt Tschernobyl die Ereignisse und Folgen aus dem Ersten und Zweiten Weltkrieg für den Bereich der Naratsch-Region und den Bezirk um Lepel in Belarus auf.
Ausgangslage waren verschiedene Funde bei den Bauarbeiten im neuen Dorf Druschnaja am Naratsch-See. Dieses Dorf befindet sich auf der alten Kampfeslinie des Ersten Weltkrieges. In Druschnaja ist eine kleine Sammlung zusammengestellt worden, die die Kriegsereignisse dokumentiert. Ebenfalls liegt eine Dokumentation über die Kriegsgräber der näheren Umgebung vor.
Kontakte und Gespräche mit den Bewohnerinnen und Bewohnern der umliegenden Dörfer machten auf die Geschehnisse des Zweiten Weltkrieges – Zerstörung der Dörfer, Partisanenkämpfe sowie Zwangsarbeit – aufmerksam.
Die AG verfügt zwischenzeitlich über mehr als 50 Dokumente, Bücher, Exzerpte von Quellenstudium, Textentwürfen und Dokumentationen als Bestandteil der Aufarbeitung.

## Die belarussischen Partnerorganisationen

### IggV ÖkoBau
Der „Internationale gemeinnützig-gesellschaftliche Verein ÖkoBau“ (IggV ÖkoBau) wurde 1999 als eingetragener Verein belarussischen Rechts mit Sitz in Minsk, Belarus gegründet und vom Justizministerium der Republik Belarus anerkannt. Der Satzungszweck ist Minimierung der Folgen der Tschernobyl-Katastrophe in der Republik Belarus und soziale Rehabilitation von betroffenen Bürgern auf Grund der allseitigen Ursachenanalyse der Katastrophe.
Die Aufgaben von IGGV ÖkoBau sind:
- Erarbeiten, Realisierung und Teilnahme an den humanitären Programmen und Projekten zur Lösung der Fragen über Umsiedlung der Menschen aus den durch Tschernobyl-Katastrophe kontaminierten Territorien, Fragen nach ökologischem, sozialem Bau und Wohnbau, Energieversorgung und Energieeinsparung, Fragen der sozialen Anpassung der betroffenen Bevölkerung.
- Verbesserung der ökologischen Kenntnisse der Bürgerinnen und Bürger, fachliche Lehren zur Förderung der Herausbildung von günstigem Milieu.

Von Anfang an war eine Partnerschaft mit dem deutschen Verein beabsichtigt. Ausgangspunkt der Zusammenarbeit war, die notwendigen strukturellen Voraussetzungen in Belarus zu schaffen, um die beabsichtigten Projekte des deutschen Vereins in Belarus effektiv umsetzen und in eigene Verantwortung übernehmen zu können. Dafür war und ist eine starke Präsenz vor Ort unerlässlich.

### ÖkoDom Stroj
Anfang 2006 mussten auf Betreiben der Regierung in Belarus alle wirtschaftlichen Tätigkeiten von gemeinnützigen Vereinen auf eine gesonderte Gesellschaft übertragen werden.
Der Verein IggV ÖkoBau hat daher die Tochtergesellschaft ÖkoDom Stroj gegründet und dieser alle im Zusammenhang mit wirtschaftlichen Tätigkeiten stehenden Vermögensgegenstände – z. B. die beiden Windkraftanlagen – übertragen und auch die entsprechenden Mitarbeiter in die neue Gesellschaft eingegliedert.
ÖkoDom Stroj wird heute als Kompetenzträger für ökologisches und energiesparendes Bauen in Belarus wahrgenommen.
Heutige Geschäftsfelder sind:
- ökologisches und energiesparendes Bauen
- Vertrieb, Installation und Service von Anlagen zur Erzeugung von erneuerbaren Energien wie Solar- und Photovoltaikanlagen, Pelletanlagen sowie Windkraftanlagen
- Betreiben der beiden sich im Eigentum der Gesellschaft befindlichen Windkraftanlagen
- Ernten von Schilf und die Produktion von Schilfmatten und Riet für die Umsiedlungshäuser, vermehrt auch auf dem freien Markt
- Beratung und Schulung auf dem Gebiet ökologisches Bauen, Energieeinsparung sowie Gewinnung und Einsatz von alternativen Energien

Die überwiegende Anzahl der in der Gesellschaft Mitarbeitenden sind Umsiedler aus dem Tschernobyl-Gebiet und Bewohner der neuen Dörfer. Mit dem Know-how für die dargestellten Geschäftsfelder soll in der Gesellschaft ein Bewusstsein für ein Umdenken geweckt werden. Zudem sollen auf den Gebieten der Ökologie und der Energieerzeugung und -nutzung auch Alternativen zur Energiegewinnung aus Atomkraftwerken aufgezeigt werden.

## Zusammenarbeit mit dem Flötenensemble Syrinx

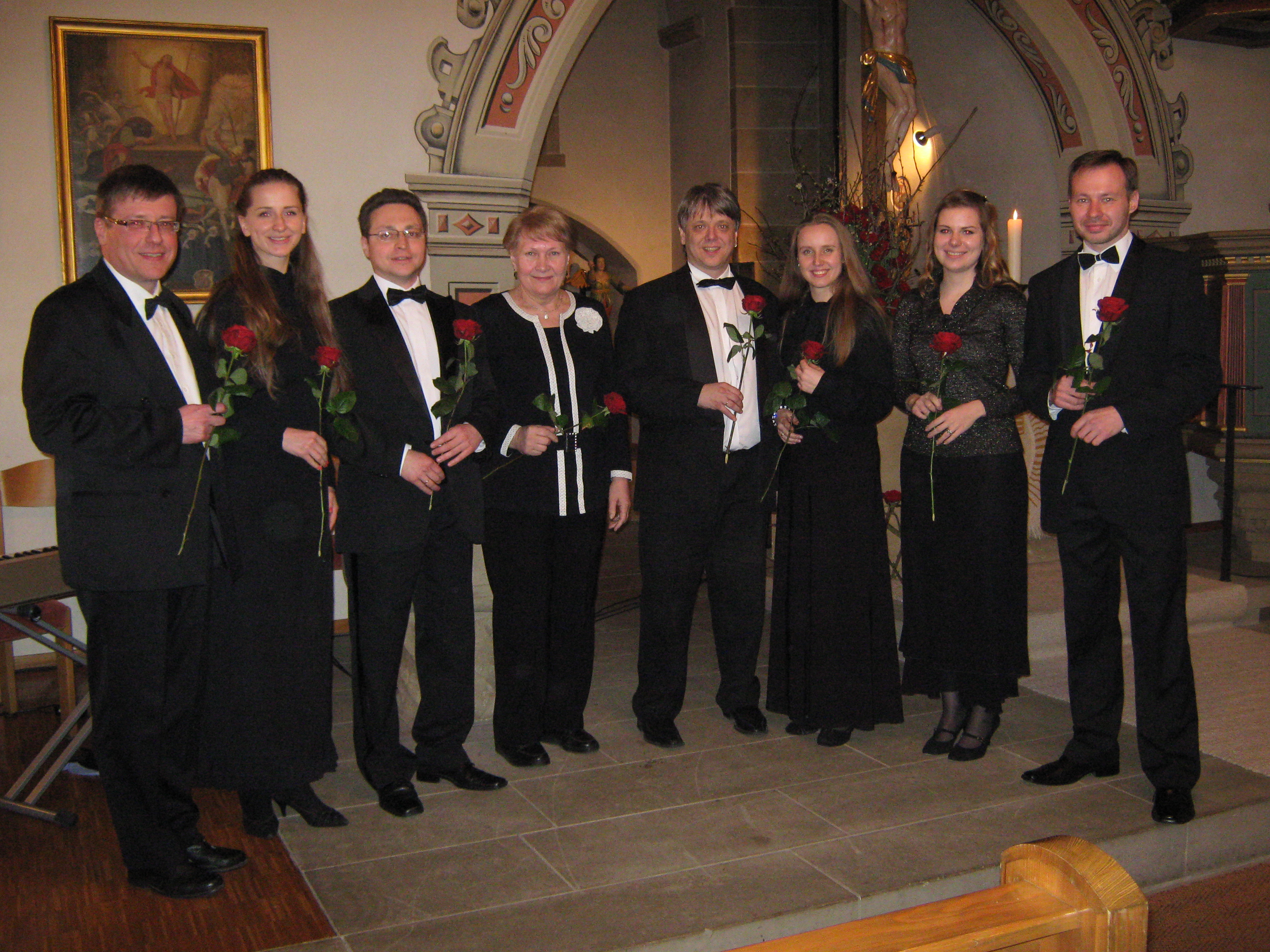
Flötenensemble Syrinx in Deutschland, 2013

Viele Jahre arbeitete das Flötenensemble Syrinx aus Belarus mit Heim-statt Tschernobyl zusammen und half, Gelder für den Bau von Häusern für Umsiedler aus den kontaminierten Regionen in Belarus zu sammeln. Alle 2 Jahre ging das Ensemble auf Deutschlandtournee und gab Benefizkonzerte in zehn verschiedenen Städten und Gemeinden in ganz Deutschland.
Die Ensemblemitglieder, bestehend aus Studierenden und Absolventen der Belarussische Staatlichen Musikakademie Minsk, sind ausschließlich Preisträgerinnen und Preisträger nationaler und internationaler Musikwettbewerbe und spielen, soweit sie das Musikkonservatorium abgeschlossen haben, als Profimusiker im staatlichen belarussischen Theater für Oper und Ballett, in der belarussischen Philharmonie sowie in anderen großen Orchestern von Belarus.

## Auszeichnungen
- 2003: Marion-Dönhoff-Förderpreises[1]
- 2008: Hauptpreis der „Stiftung Filippas Engel“[2]
- 2011: Deutscher Solarpreis[3]
- 2014: Waltraud-Netzer-Jugendpreis[4]
- 2014: Energy Globe National Award
- 2018: Auszeichnung für humanitäre Zusammenarbeit
- 2021: Bundesverdienstkreuz am Bande für die Vereinsvorsitzende Edeltraud Schill und ihren Ehemann[5]